# Ruhakana Rugunda
Ruhakana Rugunda (Kabale, 7 novembre 1947) è un politico ugandese.
Esponente del Movimento di Resistenza Nazionale, dal settembre 2014 al giugno 2021 è stato Primo ministro dell'Uganda